# Rio Iguaçu

O rio Iguaçu é um curso de água que banha o estado do Paraná. É o maior rio do estado, sendo afluente do rio Paraná. É formado pelo encontro dos rios Iraí e Atuba na parte leste do município paranaense de Curitiba, junto à divisa deste com os municípios de Pinhais e São José dos Pinhais.
O curso do rio segue o sentido geral leste a oeste com algumas partes servindo de divisa natural entre o Paraná e Santa Catarina, bem como em certo trecho do seu baixo curso faz a fronteira entre o Brasil e Argentina (província de Misiones). Em 2008, o rio Iguaçu foi considerado o segundo rio mais poluído do Brasil, superado apenas do rio Tietê, em São Paulo.
O termo "Iguaçu" é oriundo da língua guarani, significando "rio grande", através da junção de y (água, rio) e guasu (grande). Em espanhol, adotou-se a grafia Iguazú.
Em 1891, sua navegação foi iniciada pelo coronel Amazonas Marcondes, sendo a erva-mate, a madeira e produtos de subsistência as mercadorias mais transportadas.

## Etimologia

Provavelmente de origem guarani, é composto pela palavra 'y com o sufixo que forma o grau aumentativo

Iguaçu provém do tupi, e significa "rio grande". O termo é  formado através da junção de  'y, rio, e o sufixo aumentativo -ûasu. Este sufixo, por ter a semivogal û em início de sílaba, pode ser pronunciadocomo gû, daí o 'g' presente no nome. Por estar no grau aumentativo, uma tradução mais literal do topônimo seria "riozão".

## Polêmica da extensão
O seu percurso total é controverso, já que alguns autores afirmam que tem aproximadamente 910 km, como o respeitado geólogo Reinhard Maack. Porém, fontes da Secretaria Estadual do Meio Ambiente do Paraná, órgão governamental que possui um corpo técnico de profissionais especializados, atualizaram, em seus documentos oficiais, que a extensão do rio é de 1 320 km. Mas instituições como a Mineropar, ainda utilizam em seus documentos, valores determinados na época de Reinhard Maack.

## Nascentes do rio Iguaçu
O rio Iguaçu surge da junção do rio Atuba com o rio Iraí, sendo este encontro chamado de marco zero do rio. Este marco inícial estava inicialmente localizado na região leste do município de Curitiba, no Bairro Cajuru, onde este município faz divisa com o município de Pinhais.
Para minimizar o problema causado pelas inúmeras cheias que afetavam as populações moradoras das regiões próximas do marco natural zero do Rio Iguaçu, a Prefeitura Municipal de Curitiba, juntamente com a Companhia de Saneamento do Paraná - Sanepar, retificaram os leitos dos rios Iraí e Atuba, construindo canais extravasores e criando com isto um novo encontro [artificial] para dois rios, ou seja, após esta obra, o marco zero do Rio Iguaçu passou a ser um marco artificialmente criado pelo homem.
Desta forma, o encontro dos dois rios, Iraí e Atuba, para formar o rio Iguaçu passou a ser algumas centenas de metros adiante do local original, mas ainda no Bairro Cajuru, desta feita junto a ponte da BR-277, rodovia Curitiba – Paranaguá, na divisa dos municípios de Curitiba, Pinhais e São José dos Pinhais, após a estação de captação de água da Sanepar.
O rio Iraí, um dos formadores do rio Iguaçu, nasce com o nome de rio Irazinho, na borda ocidental da serra do Mar, no município de Piraquara, também na Região Metropolitana de Curitiba. Ao receber as águas do rio Palmital, no município de Pinhais, o Rio Irazinho passa a denominar-se rio Iraí. No município de Curitiba, o rio Iraí recebe as águas do rio Atuba, passando esta confluência a ser conhecida como o marco zero do Rio Iguaçu. O rio Iraí atravessa áreas bastante povoadas nos municípios paranaenses de Piraquara e Pinhais, onde recebe uma razoável carga de esgotos domésticos da Região Metropolitana de Curitiba.
O rio Atuba é outro formador do rio Iguaçu, possui grande parte de suas nascentes localizadas no município de Colombo, na Região Metropolitana de Curitiba. A entrada deste rio no município de Curitiba ocorre na região norte, no bairro Santa Cândida, onde ele recebe as águas do arroio Cachoeira. A extensão do rio Atuba em Curitiba é de aproximadamente 23 km, sendo que grandes partes de suas margens são habitadas e por este motivo recebe também uma grande carga de poluição proveniente de esgotos domésticos.
O rio Atuba apresenta uma correnteza mais forte que o rio Iraí em função da declividade e do seu pequeno percurso entre as suas nascentes até o seu encontro com o rio Iraí, sendo que essa característica o ajuda em parte a defender-se mais da poluição que é despejada em suas águas do que o rio Iraí.

### Nascente principal
O curso a partir das nascentes, na borda ocidental da serra do Mar, no Planalto de Curitiba, até a garganta de superimposição na serra Geral no planalto de Ponta Grossa, apresenta um vale raso e amplo onde o seu curso é sinuoso e até meândrico, onde são extraídas areias usadas para a construção civil.
Ao atravessar a Região Metropolitana de Curitiba, o rio Iguaçu recebe o esgoto doméstico de Curitiba, que possui mais de 2 milhões de habitantes. Ao deixar Curitiba, o rio Iguaçu apresenta-se quase que morto, pela presença de poluição provinda dos esgotos e do lixo que se acumulam nas margens (dejetos de ferro, mercúrio e manganês). Nota-se, também, a presença de lixo boiando, que passa a fazer parte da paisagem do mais importante rio do estado do Paraná.
Ao sair de Curitiba, o rio volta a se regenerar e a apresentar vida. Já em Porto Amazonas, nota-se a presença de peixes. Em municípios do médio curso do Rio Iguaçu, passa a haver captação de água para distribuição e para uso doméstico.

## Bacia hidrográfica
A bacia do rio Iguaçu abrange os estados do Paraná e de Santa Catarina, além de áreas da província de Misiones, na Argentina. No Estado do Paraná, cobre uma superfície de 57 329 km². No Estado de Santa Catarina, cobre uma superfície de 13 470 km².
Assim sendo, em território brasileiro, a área abrangida pela sua bacia (rio principal e seus afluentes') perfaz um total de 70 800 km². Em território argentino, na província de Misiones, a área abrangida pelos seus afluentes é de mais ou menos 1 837,5 km². Considerando a soma das áreas do Brasil e da Argentina, a bacia hidrográfica do rio Iguaçu deve chegar a cobrir uma superfície de terra próxima a 72 637,5 km².

## A vazão de água
A vazão média anual do rio Iguaçu, no município de Foz do Iguaçu, na área das cataratas do Iguaçu é de 1 413,50 m³/s, porém, apresenta no mês de maior caudal, em outubro, um volume d'água em torno de 2 506 m³/s e no mês de menor caudal, em abril,o volume d'água fica entorno de 1 326 m³/s.
Nas maiores cheias que foram registradas, em julho de 1983, ele apresentou uma vazão de 35 600 m³/s, e maio de 1995, com 27 544 m³/s. A vazão de estiagem mais crítica foi registrada em 1978, com 89,92 m³/s d'água.

## Terceiro planalto
No planalto de Guarapuava, chamado de "terceiro planalto paranaense", o Iguaçu aparece como um rio consequente, influenciado pela formação geológica, onde o mergulho dos derrames de basalto fazem ele apresentar-se com trechos encaixados, como seus afluentes, com vales estreitos e profundos, com corredeiras (rápidos), ilhas rochosas e quedas de água, que são conhecidos pelo nome de "saltos": Grande, Santiago, Osório, Caxias, Sampaio, Faraday e as cataratas do Iguaçu.
Os desníveis que fizeram aparecer este grande número de quedas d'água fizeram este rio ser um dos maiores rio brasileiros na contribuição da geração de energia elétrica. Existem no seu percurso cinco represas para aproveitamento hidroelétrico, sendo elas:
- Usina Hidrelétrica de Foz do Areia, município de Pinhão, capacidade de geração de energia 1 676 000 KW;
- Usina Hidrelétrica Governador Ney Aminthas de Barros Braga (Segredo), município de Mangueirinha, capacidade de geração de energia 1 260 000 KW;
- Usina Hidrelétrica de Salto Santiago,entre os municípios de Saudade do Iguaçu e Rio Bonito do Iguaçu, capacidade de geração de energia de 1 332 000 KW;
- Usina Hidrelétrica de Salto Osório, entre os municípios de Quedas do Iguaçu e São Jorge d'Oeste, capacidade de geração de energia de 1 050 000 KW.
- Usina Hidrelétrica de Salto Caxias, município de Capitão Leônidas Marques, capacidade de geração de energia 1 240 000 KW;
- Usina Hidrelétrica Baixo Iguaçu, entre os municípios de Capitão Leônidas Marques e Capanema, capacidade de geração de energia 350 000 KW;

No chamado baixo curso do rio, após o município de Capanema, no Paraná; o rio faz a divisa internacional entre o Brasil e a Argentina, ou seja, entre o Estado do Paraná e a província de Misiones.

## As cataratas do Iguaçu

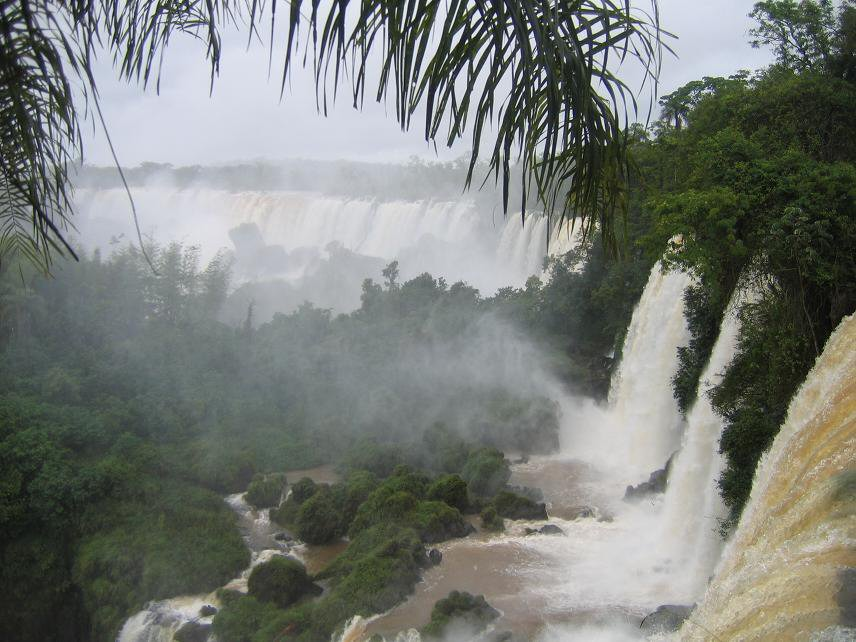
Cataratas argentinas no rio Iguaçu

No quilômetro 889, contado a partir da nascente do rio Iguaçu, na região em que ele faz a divisa entre o Brasil e a Argentina, após uma curva e uma corredeira, ele apresenta os saltos de Santa Maria, nome original dado por Álvar Núñez Cabeza de Vaca às hoje conhecidas como cataratas do Iguaçu, que se constituíram nas maiores quedas em volume d’água do planeta, sendo as águas precipitadas lateralmente em uma profunda fenda de erosão retrocedente, formando 272 saltos com um desnível médio de 72 m, e um volume médio de 1 413,50 m³/s. sendo que o maior volume e força d’água encontram-se na queda denominada de Garganta do Diabo (Ricobom, 2001, p. 109 - "O Parque do Iguaçu como Unidade de Conservação da Natureza. Dptº Geografia UFPR, Curitiba, 2001).
Antes das cataratas, o rio Iguaçu mede 1 200 metros de largura, após as suas quedas este rio apresenta uma fenda tectônica que forma o canyon de aproximadamente 65 metros de largura.
A área das Cataratas do Iguaçu apresentam uma forma semicircular de saltos (em forma de ferradura) com um comprimento total de 800 metros em território brasileiro e de 1 900 metros, no lado argentino, resultando um total de 2 700 metros.
Em torno das quedas de água do rio Iguaçu estão as áreas preservadas da floresta estacional semidecidual (selva sub-tropical), que formam um dos mais belos parques naturais transfronteiriços da Terra, conhecido no Brasil como Parque Nacional do Iguaçu, e, na Argentina, como Parque Nacional Iguazú. Ambos os parques nacionais foram declarados pela UNESCO como Património Mundial.
Após as cataratas, o rio Iguaçu percorre por mais 23 km de extensão, fazendo a divisa entre o Brasil e a Argentina, em um vale encaixado numa falha tectônica, com largura variável entre 65 a 100 metros. Tem a sua foz no rio Paraná, na região conhecida como a Tríplice Fronteira, entre Brasil, Argentina e Paraguai.

## Desastre ambiental
Em 2000 a Petrobrás, sob gestão de Reichstul, ocasionou acidente com derramamento de cerca de 4 milhões de litros de óleo no rio Iguaçu, causando danos na flora e fauna e comprometendo o abastecimento de água em várias cidades da região.

## Navegação
Alguns trechos do rio Iguaçu já foram navegáveis, com especial destaque o de Porto Amazonas a União da Vitória; o qual fazia ligação com o litoral através da estrada de ferro da Rede de Viação Paraná-Santa Catarina. Nessa região o rio foi crucial para a colonização dos chamados campos de Palmas e campos de Guarapuava, entre os anos de 1882 e 1953. Pois foi essa hidrovia que deu suporte à fervilhante atividade, denominada ciclo econômico da erva-mate, possibilitando que diversas cidades e colônias de imigrantes fossem fundadas. Entretanto, a destruição da mata ciliar para a alimentar esses mesmos vapores passou a provocar o alargamento do rio e seu progressivo assoreamento. Na década de 1940, a generalização do transporte rodoviário deu seu golpe final nessa importante e histórica via fluvial.

### Barcos a vapor do rio Iguaçu
"Vapor" é a denominação pela qual ficaram conhecidos os barcos movidos por motor a vapor que serviram à navegação comercial do Iguaçu.

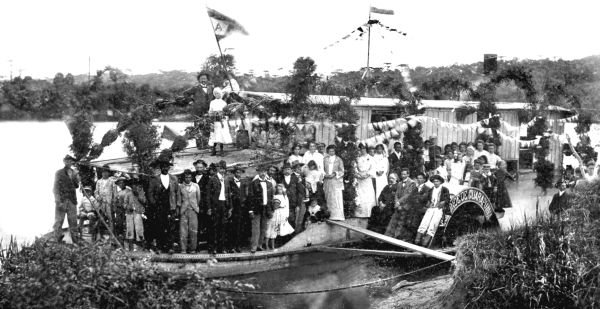
Vapor Visconde de Guarapuava - 1889

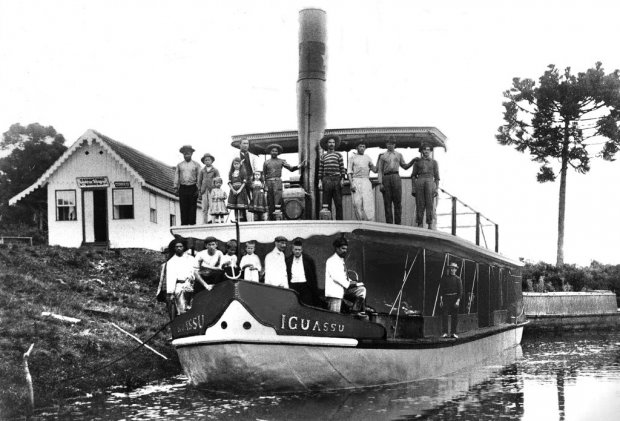
Vapor Iguassu - 1930

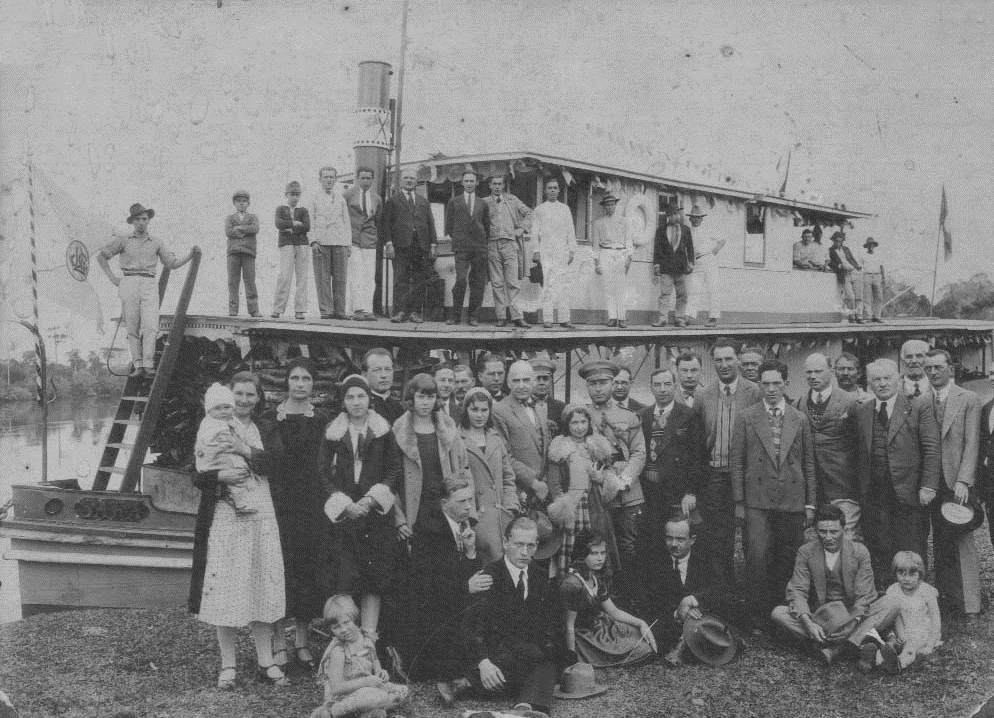
Vapor Sara

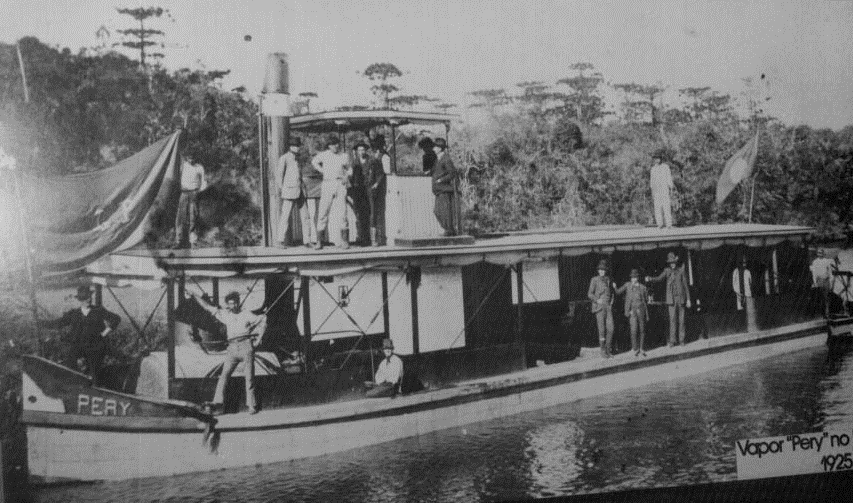
Vapor Pery em 1925. Este barco está atualmente restaurado e exposto em São Mateus do Sul.

Principais proprietários e embarcações:
| Proprietário                    | Embarcações                                 |
| Amazonas de Araújo Marcondes    | Cruzeiro / Visconde de Guarapuava           |
| Empresa Leão Júnior             | Leão / Sara / Marilu                        |
| João Raum                       | Brasil I / Brasil II                        |
| Augusto Tararan                 | São João / Araucária / Sereno               |
| Antonio Chichileki              | Íris / Lima                                 |
| Pedro Pizzato                   | Araucária                                   |
| Cogo                            | Barco de turismo                            |
| Schiffer & Soldi                | Vitória / Barco de turismo                  |
| Arthur de Paula Souza           | Cruzeiro / Visconde de Guarapuava / Iguassu |
| Departamento Nacional de Portos | Emílio Menezes / Tupantos / Vias Navegáveis |
| Conrad Bührer                   | Iguassu / Paraná                            |

#### Cruzeiro
O primeiro vapor a navegar comercialmente foi o Cruzeiro, de propriedade de Amazonas de Araújo Marcondes. Essa embarcação foi fabricada no Rio de Janeiro, onde foi desmontada e trazida até o Porto de Antonina, de onde, numa viagem de quatro meses em onze carroções de bois, foi trazida para o planalto, peça por peça, e montada em Porto Amazonas, sendo lançada em 17 de dezembro de 1882. O Cruzeiro tinha 17,60 metros de comprimento por 5,72 metros de largura, e era movida por duas rodas laterais com potência de dezoito cavalos-vapor. Tinha calado de pouco menos de meio metro e capacidade de carga de cerca de oitocentas arrobas.

#### Vapor Visconde de Guarapuava
O vapor Visconde de Guarapuava foi lançado em 1889 e foi o segundo barco do coronel Amazonas de Araújo Marcondes. Essa embarcação possuía fundo chato e proa arqueada, e era movida por uma máquina de dois cilindros que permitia uma marcha contínua, acionando duas rodas laterais. Em 1894, foi vendida para Arthur de Paula Souza.

#### Vapor Tupy
Essa embarcação foi construída em 1901, por João Ihlenfeld, em União da Vitória. Na época, apresentou uma inovação: no toldo, após a cabine do piloto, foram construídos alguns camarotes e uma sala de estar para maior conforto dos passageiros. Em 1930, foi vendida para a Companhia Lloyd Paranaense.

#### Vapor Iguaçu II
De propriedade de Conrad Bührer, foi construído em 1907, todo em ferro batido. Essa embarcação possuía fundo chato e media vinte e quatro metros de comprimento por cinco de largura, sendo movida por um motor de 70 cavalos-força. Foi desativado na década de 1940.

#### Vapor Vitória
O vapor Vitória foi construído sobre a estrutura de outro antigo vapor, com o nome de Fontana, por Arthur de Paula Souza. Esse barco media vinte e dois metros de comprimento por cinco e meio de largura, movido por um motor de 60 cavalos-força. Foi o primeiro com roda propulsora na popa e serviu de modelo para os demais barcos fabricados localmente. Em 1915, foi vendido à Companhia Lloyd Paranaense, sendo, em 1943, remodelado e repassado para o estaleiro Schiffer & Soldi.

#### Vapor Rio Negro
Esse barco foi construído em 1896 por imigrantes alemães de Santa Catarina. Era uma embarcação exclusiva para o transporte de passageiros, sendo seus camarotes divididos por divisórias de lona. Foi desativado em 1916.

#### Vapor Leão
Esse barco foi construído pela empresa Leão Júnior, atual Matte Leão, e, na época, oferecia as melhores condições de conforto aos passageiros, tais como água encanada, luz elétrica e cabines envidraçadas.

#### Vapor Paraná
Esse foi o maior barco já construído para o rio Iguaçu. Ele foi adquirido por Conrad Bührer na Alemanha e veio desmontado para o Paraná. Era um barco luxuoso, com tapetes e sala de estar, e, na inauguração da ponte em União da Vitória, na divisa entre o Paraná e Santa Catarina, transportou o presidente do estado general Carlos Cavalcanti de Albuquerque.